# Хумац (Јелса)
Хумац је ненасељено место у саставу општине Јелса, на острву Хвару, Сплитско-далматинска жупанија, Република Хрватска.

## Историја
До територијалне реорганизације у Хрватској налазио се у саставу старе општине Хвар.

## Становништво
На попису становништва 2011. године, Хумац није имао становника.
| Број становника по пописима | Број становника по пописима | Број становника по пописима | Број становника по пописима | Број становника по пописима | Број становника по пописима | Број становника по пописима | Број становника по пописима | Број становника по пописима | Број становника по пописима | Број становника по пописима | Број становника по пописима | Број становника по пописима | Број становника по пописима | Број становника по пописима | Број становника по пописима |
| --------------------------- | --------------------------- | --------------------------- | --------------------------- | --------------------------- | --------------------------- | --------------------------- | --------------------------- | --------------------------- | --------------------------- | --------------------------- | --------------------------- | --------------------------- | --------------------------- | --------------------------- | --------------------------- |
| 1857                        | 1869                        | 1880                        | 1890                        | 1900                        | 1910                        | 1921                        | 1931                        | 1948                        | 1953                        | 1961                        | 1971                        | 1981                        | 1991                        | 2001                        | 2011                        |
| 0                           | 0                           | 0                           | 0                           | 0                           | 0                           | 0                           | 0                           | 0                           | 122                         | 115                         | 75                          | 0                           | 0                           | 0                           | 0                           |

Напомена: Исказује се као самостално насеље од 1991. Настало издвајањем дела насеља Врисник. У 1981, 1991. и 2001. без становника. Исказује се као део насеља од 1953. до 1981.

### Попис1991.
На попису становништва 1991. године, насељено место Хумац није имало становника.